# Concierto homenaje a Chester Bennington

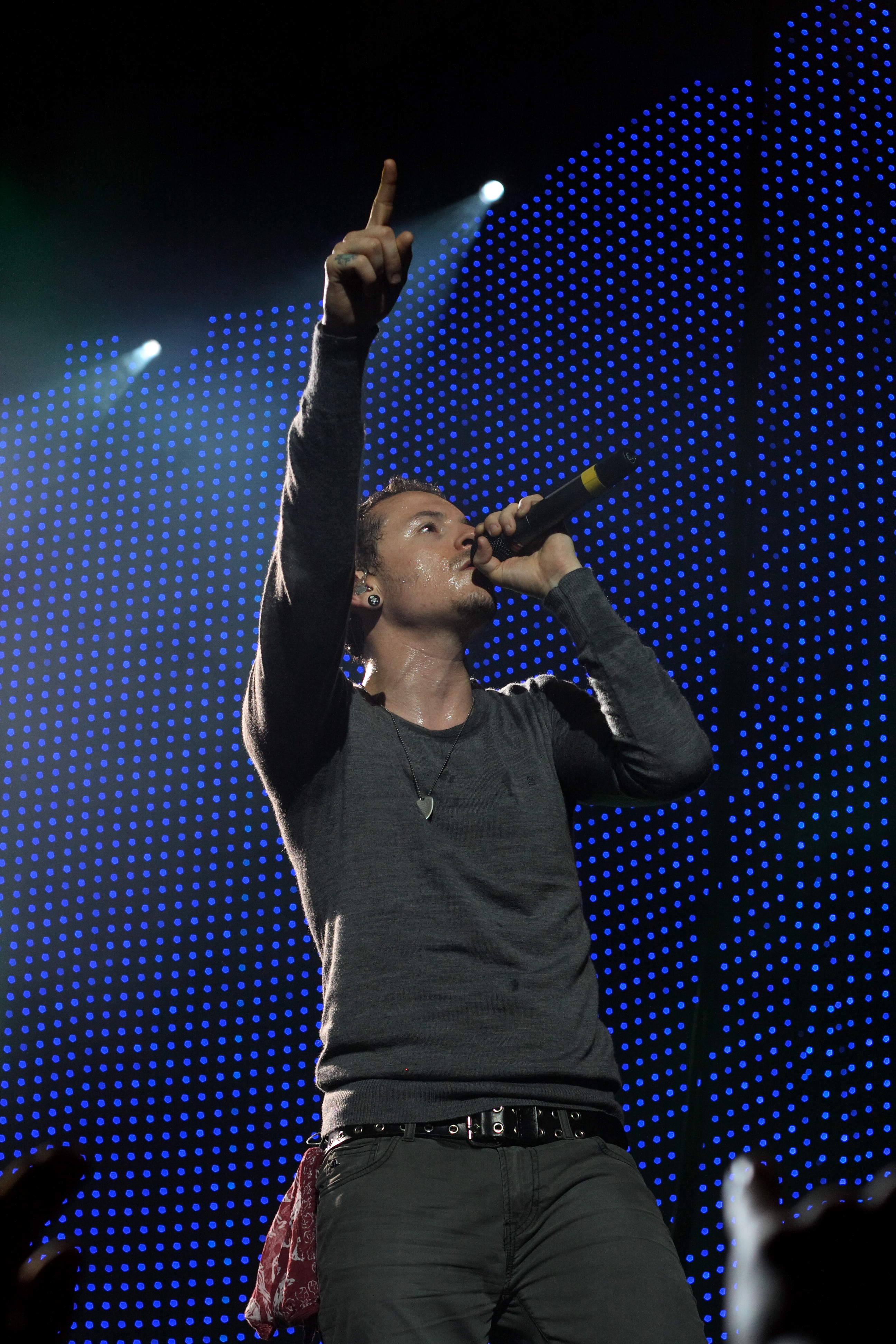
Chester Bennington en el año 2007. El concierto homenaje a Chester Bennington sirvió para rendirle homenaje tres meses después de su muerte.

El concierto homenaje a Chester Bennington (también conocido como Linkin Park and Friends – Celebrate Life in Honor of Chester Bennington en inglés) se celebró en el Hollywood Bowl (Los Ángeles) el 27 de octubre de 2017, tres meses después de la muerte de Chester Bennington, y siendo transmitido más de 1,000,000 de espectadores a través de YouTube. 
El concierto reunió a varios artistas: Jonathan Davis, Ryan Key, M. Shadows, Synyster Gates, Oliver Sykes, Blink-182, Daron Malakian, Shavo Odadjian, No Doubt (sin Gwen Stefani), Kiiara, Takahiro Morita, Alanis Morissette, Steve Aoki, Jeremy McKinnon, Zedd, Machine Gun Kelly, Gavin Rossdale, Bebe Rexha, Julia Michaels, Steven McKellar y Echosmith.
Chester Bennington se suicidó mediante ahorcamiento el 20 de julio de 2017. Mike Shinoda, Joe Hahn, Rob Bourdon, Brad Delson y Dave Farrell, los miembros con vida de Linkin Park decidieron organizar un concierto para rendir homenaje a su compañero y amigo Chester Bennington.

## Preparativos
El 22 de agosto, Linkin Park anunció planes para organizar un concierto de homenaje en Los Ángeles para honrar a Bennington. Más tarde, la banda confirmó que el concierto se llevaría a cabo el 27 de octubre en el Hollywood Bowl, y contará con la presencia de varias bandas y músicos. El 23 de septiembre, la banda anunció que las entradas del concierto se habían agotado oficialmente.

## Actuaciones
Linkin Park :
- Mike Shinoda - voz, guitarra rítmica, teclados, piano, sintetizadores, samplers, bajo en "Shadow Of The Day" y "With Or Without You", guitarra líder en "Waiting For The End"
- Joe Hahn - tornamesas, samplers, teclados, sintetizadores, coros, no tocó en "Sharp Edges"
- Rob Bourdon - batería, no tocó en "Castle Of Glass", "Sharp Edges", "One More Light", "Crawling", "Rebellion", "What I've Done" y "A Light That Never Comes"
- Brad Delson - guitarra líder, coros, guitarra líder acústica en "Sharp Edges", teclados en "Waiting For The End" y "Burn It Down", no tocó en "Castle Of Glass" y "Rebellion"
- Dave Farrell - bajo, coros, guitarra rítmica en "Shadow Of The Day", "With Or Without You" y "Leave Out All The Rest", guitarra rítmica acústica en "Sharp Edges", no tocó "Castle Of Glass", "Rebellion" y "What I've Done"

Invitados:
- Blink-182 - en "What I've Done" (Mark Hoppus - bajo y voz, Travis Barker - batería, Matt Skiba - guitarra y voz)
- Jonathan Davis de Korn - voz en "One Step Closer"
- M. Shadows de Avenged Sevenfold - voz en "Burn It Down" y "Faint"
- Synyster Gates de Avenged Sevenfold - guitarra adicional en "Faint"
- Ryan Key de Yellowcard - voz en "Shadow Of The Day" y "With Or Without You"
- Machine Gun Kelly - voz en "Papercut"
- Zedd - batería en "Crawling"
- Gavin Rossdale de Bush - voz en "Leave Out All The Rest"
- Takahiro Moriuchi de One Ok Rock - voz en "Somewhere I Belong"
- Oliver Sykes de Bring Me the Horizon - voz en "Crawling"
- Daron Malakian y Shavo Odadjian de System of a Down - en "Rebellion" (Daron Malakian - guitarra y voz, Shavo Odadjian - bajo)
- Kiiara - voz en "Heavy"
- Steve Aoki - samplers en "A Light That Never Comes"
- Deryck Whibley de Sum 41 - voz en "The Catalyst"
- Frank Zummo de Sum 41 - batería en "Rebellion" y "A Light That Never Comes", percusión en "The Catalyst"
- Steven McKellar de Civil Twilight - voz en "Nobody Can Save Me" y "Waiting For The End"
- Alanis Morissette - voz en "Castle Of Glass"
- Bebe Rexha - voz en "A Light That Never Comes"
- Jeremy McKinnon de A Day To Remember - voz en "A Place For My Head"
- Jonathan Green - guitarra adicional en "Shadow Of The Day", "Nobody Can Save Me", "Battle Symphony" y "Iridiscent", teclados, en "Iridescent / The Messenger", "Roads Untraveled", "Papercut" y "The Catalyst", voz en "Iridescent / The Messenger", "Roads Untraveled", "Papercut", "Nobody Can Save Me", "Battle Symphony" y "Iridiscent"
- Ilsey Juber - voz en "Sharp Edges" y "Talking To Myself", guitarra rítmica en "Talking To Myself"
- Tony Kanal, Tom Dumont y Adrian Young de No Doubt - en "Castle Of Glass" (Tony Kanal - bajo, Tom Dumont - guitarra, Adrian Young - batería)
- Julia Michaels - voz en "Heavy"
- Sydney Sierota de Echosmith - voz en "Waiting For The End"
- Ryan Shuck y Amir Derakh de Dead By Sunrise - guitarras (ambos) en "One Step Closer"
- Audiencia - voz en "Numb" y "In The End"
- Todos los invitados - en "Bleed It Out" y "The Messenger"

## Lista de canciones
1. Medley: "Robot Boy" / "The Messenger" / "Iridescent"
2. "Roads Untraveled" (debut en vivo)
3. "Numb" (instrumental/voz por la audiencia)
4. "Shadow of the Day" (extendido con fragmento de "With or Without You" por U2; interpretado con Ryan Key de Yellowcard)
5. "Leave Out All the Rest" (interpretado con Gavin Rossdale de Bush)
6. "Somewhere I Belong" (interpretado con Takahiro Moriuchi de One Ok Rock)
7. "Castle of Glass" (interpretado con Tony Kanal, Tom Dumont, y Adrian Young de No Doubt y Alanis Morissette)
8. "Rest" (interpretada por Alanis Morissette sin Linkin Park)
9. "Nobody Can Save Me" (interpretado con Steven McKellar of Civil Twilight y Jonathan Green)
10. "Battle Symphony" (interpretado con Jonathan Green)
11. "Sharp Edges" (interpretado con Ilsey Juber)
12. "Talking to Myself" (puente extendido con fragmento de "All Along the Watchtower" by Bob Dylan; interpretado con Ilsey Juber)
13. "Heavy" (interpretado con Julia Michaels and Kiiara)
14. "One More Light" (interpretado por Mike Shinoda)
15. "Looking for an Answer" (nueva canción, debut en vivo)
16. "Waiting for the End" (intro extendido con fragmento de "Until It Breaks" por Linkin Park; outro extendido; interpretado con Steven McKellar de Civil Twilight y Sydney Sierota de Echosmith)
17. "Crawling" (interpretado con Oliver Sykes de Bring Me the Horizon y Zedd)
18. "Papercut" (interpretado con Machine Gun Kelly)
19. "One Step Closer" (interpretado con Ryan Shuck y Amir Derakh de Dead By Sunrise/Julien-K y Jonathan Davis de Korn)
20. "A Place for My Head" (interpretado con Jeremy McKinnon de A Day to Remember)
21. "Rebellion" (interpretado con Daron Malakian y Shavo Odadjian de System of a Down y Frank Zummo de Sum 41)
22. "The Catalyst" (tercer estribillo y puente omitidos; interpretado con Deryck Whibley y Frank Zummo de Sum 41)
23. "I Miss You" (interpretado con Blink-182 sin Linkin Park)
24. "What I've Done" (interpretado con Mark Hoppus, Travis Barker, y Matt Skiba de Blink-182)
25. "In the End" (interpretado por con la audiencia)

Encore
1. "Iridescent" (sólo puente y outro, interpretada con Jonathan Green)
2. "New Divide" (versión abreviada de 2014, interpretada con voces en vivo pregrabadas de Chester Bennington)
3. "A Light That Never Comes" (acompañado con Steve Aoki, Frank Zummo de Sum 41, y Bebe Rexha)
4. "Burn It Down" (interpretado con M. Shadows de Avenged Sevenfold)
5. "Faint" (Outro extendido; interpretado con M. Shadows y Synyster Gates de Avenged Sevenfold)
6. Medley: "Bleed It Out" / "The Messenger" (primera mitad de "Bleed It Out", seguido por "The Messenger"; interpretado por todas las estrellas invitadas; incluye voz en off de estudio de Chester Bennington por su parte "Bleed It Out".)[4]